# Melampittidae
Melampittidae là một họ chim đặc hữu New Guinea, chứa 2 loài chim bí ẩn.Hai loài này từ năm 2014 được xếp trong 2 chi đơn loài là Megalampitta và Melampitta. Chúng rất ít được nghiên cứu và cho tới năm 2014, trước khi thiết lập họ để chứa 2 loài này thì mối quan hệ của chúng với các loài chim khác là không chắc chắn, vào những khoảng thời gian khác nhau mà người ta cho rằng chúng có thể thuộc về các họ Pittidae, Timaliidae, Orthonychidae, Cinclosomatidae hay Paradisaeidae.
Hai loài chim này có kích tước từ nhỏ (Melampitta) tới trung bình (Megalampitta), với bộ lông đen, chân khỏe và cánh ngắn, thuôn tròn. Chủ yếu sống trên mặt đất, chúng là chim của các khu rừng miền núi. Megalampitta gigantea có các nhu cầu về môi trường sống đặc thù hơn như đậu ngủ và làm tổ trong các hố sụt đá vôi. Thức ăn của chúng là côn trùng và động vật có xương sống nhỏ, do chúng tìm kiếm được từ các đám lá rụng trong rừng. Người ta biết rất ít về tập tính sinh sản của chúng, cho tới nay người ta mới chỉ quan sát được tổ của Melampitta lugubris. Cả hai loài đều được cho là chưa chịu nguy cơ tuyệt chủng.

## Phân loại
Vị trí phân loại của 2 loài Melampitta đã từng là nguồn của sự lộn xộn kéo dài trong quá khứ. Dựa vào sự giống nhau bề ngoài của chúng với các loài chim cận biết hót thuộc họ Pittidae (cơ thể mập mạp, đuôi ngắn, chân dài), Hermann Schlegel đã đặt Melampitta lugubris trong họ này khi ông mô tả nó năm 1871. Tên gọi Melampitta có nguồn gốc từ tiếng Hy Lạp cổ đại melas- để chỉ "màu đen" ghép với tên chi "Pitta". Sau khi Ernst Mayr chứng minh rằng cấu trúc minh quản của chúng là thuộc về các loài chim biết hót thì chi được chuyển sang họ Timaliidae (một đơn vị phân loại thùng rác khét tiếng trong quá khứ), rồi sau đó sang họ Orthonychidae (hiện nay một số tác giả vẫn duy trì chúng trong họ này) và sau đó sang họ Cinclosomatidae và Psophodidae (xử lý này được dùng trong phiên bản năm 2007 của Handbook of the Birds of the World).
Dựa vào các dữ liệu phân tích lai ghép DNA–DNA thì chi này được Sibley và Ahlquist đặt trong họ Paradisaeidae. Frith và Frith cảm thấy các kết luận này không được hỗ trợ bởi các khía cạnh của tập tính và sinh học (mặc dù họ cho rằng nó có thể có họ hàng với họ Cnemophilidae mới tách ra vào khoảng thời gian đó). Các nghiên cứu gần đây đã phủ nhận mối quan hệ với Psophodidae và Cinclosomatidae, và thay vì thế là xác nhận mối quan hệ họ hàng với nhóm các họ như Dicruridae, Rhipiduridae, Monarchidae, Corcoracidae và một lần nữa là Paradisaeidae. Một thực tế là hình dáng Melampitta trông không giống như các họ này (ngoại trừ Corcoracidae và ở mức độ ít hơn là Paradisaeidae) có thể là do các thích ứng của chúng với cuộc sống trên mặt đất, trong khi các họ kia chủ yếu là sống trên cây. Xét các khác biệt của 2 loài Melampitta thì người ta đề xuất là chúng nên được xếp trong họ riêng của chính chúng, và một họ mới với danh pháp Melampittidae đã được Richard Schodde và Leslie Christidis thiết lập năm 2014.
Phần lớn các nhà nghiên cứu cũng cho rằng 2 loài này thuộc về cùng 1 chi, mặc dù chúng có khá nhiều khác biệt, cụ thể là về mặt hình thái. Sau nghiên cứu tiếp theo trong năm 2014 Schodde và Christidis đã di chuyển Melampitta gigantea sang chi riêng của chính nó là Megalampitta. Mặc dù tên gọi này được tạo ra từ sự kết hợp của từ mega trong tiếng Hy Lạp để chỉ to/lớn và Melampitta là tên chi phát sinh, nhưng các tác giả của bài báo này vẫn cho rằng đó chỉ là một tập hợp ngẫu nhiên của các chữ cái. Rất có thể là 2 loài này sẽ tách ra thành 2 họ biệt lập trong tương lai. Melampitta lugubris từng được cho là chứa 3 phân loài, nhưng khác biệt giữa chúng là rất nhỏ, vì thế cả hai loài này hiện nay đều được coi là đơn phân loài.